# Marpissa lineata
Marpissa lineata es una especie de araña saltarina del género Marpissa, familia Salticidae. Fue descrita científicamente por C. L. Koch en 1846.
Habita en los Estados Unidos.